# Jacques Abbadie
Jacques Abbadie, o Abadie, (Nay, 3 maggio 1654 – St. Marylebone, 25 settembre 1727), è stato un pastore protestante, teologo e scrittore francese calvinista.

## Biografia
Diresse le comunità riformate francesi a Berlino, tra il 1680 e il 1688, su richiesta del principe Federico Guglielmo, Grande elettore di Brandeburgo, e a Londra, nel 1690. Nel 1699 fu decano a Killaloe, in Irlanda. Fu un noto apologeta, soprattutto per il Traité de la verité et de la religion chrétienne (1684).
Polemizzò con i cattolici, ma la sua apologetica è rivolta soprattutto verso gli increduli. Pose l'amore di se stesso come fondamento della morale.
Visse in seguito in Irlanda e in Inghilterra.

## Opere
- 1681 – Sermons sur divers textes de l'ecriture
- 1683 – Sermon sur ces paroles de l'Apocalypse chap. 14. v. 13. (On line: Colonia, George Schoults, 1683)
- 1684 – Traité de la vérité de la religion chrétienne («Trattato sulla verità della religione cristiana»), che ha ricevuto l'approvazione dei cattolici e dei riformati, disponibile sul sito Gallica oppure (Terza edizione: Rotterdam, Reinier Leers, 1689); l'opera fu iscritta nell'Indice dei libri proibiti[2]
- 1685 – Réflexions sur la Présence Réelle du corps de Jésus-Christ dans l'Eucharistie («Riflessione sulla presenza reale del corpo di Gesù Cristo nell'eucaristia») (On line: La Haye, Abraham Troyel, 1685)
- 1686 - Les caractères du chrestien et du christianisme (On line: La Haye, Abraham Troyel, 1686)
- 1689 – Traité de la divinité de Nôtre-Seigneur Jésus-Christ («Trattato sulla divinità di Gesù Cristo») (On line: Rotterdam, Pierre Reinier Leers, 1689)
- 1692 – L'art de se connoître soi-mesme ou la recherche des sources de la morale («L'arte di conoscere se stessi») (On line: Rotterdam, Pierre Reinier Leers, 1693)
- 1692 – Defense de la nation britannique: ou Les droits de Dieu, de la nature, & de la société clairement établis au sujet de la revolution d'Angleterre, contre l'auteur (P. Bayle) de L'avis important aux refugiés
- 1692 – L'art de se connoitre soy-meme, Ou La Recherche des Sources De la Morale (On line: Rotterdam, Pierre Vander Slaart, 1692)
- 1693 – La mort du juste, Ou Sermon sur Ces Paroles: Du XXIV Chapître du Livre de Sombres, Verset X (On line: 1693)

edizione postume
- 1721 – Die Triumphirende Christliche Religion Das ist: Hochnöthiger, Nützlicher und Erbaulicher Tractat Von der Warheit und Gewißheit Der Christlichen Religion (On line: Lipsia, Christoph Julius Hoffmann, 1721)